# Departamento Federal da Defesa, Proteção da População e Desportos
O Departamento Federal da Defesa, Protecção da população e Desportos é um dos sete departamentos do Conselho Federal Suíço, o DDPS.
Como o seu nome indica, este departamento tem por funções ocupar-se do exército, da defesa civil assim como da promoção do desporto. 

## Serviços
- Defesa e Exército: e regulamentação sobre armas
- Armamento: o ArmaSuisse
- Política de segurança
- Protecção da população
- Alojamento dos refugiados
- Gestão do território: em colaboração íntima com os cantões e as comunas
- Desporto

## Denominações
As poucas alterações de denominação deste departamento foram
- 1848: Departamento militar
- 1979: Departamento militar federal
- 1998: a denominação actual